# Prohom
El prohom era, dins l’àmbit dels territoris de llengua catalana, una persona digna d’especial consideració, elegible o amb capacitat per exercir un càrrec representatiu, tant per les seves qualitats personals com per la seva posició econòmica. Originalment anomenat home de prou o, en èpoques més antigues, home de profit.
Al segle xii, a Catalunya, el prohom era una figura notable o principal d’una localitat, generalment el cap de casa, conegut també com a home bo. Aquests prohoms assistien o assessoraven el senyor jurisdiccional o el seu representant, sovint el batlle, en tasques arbitrals o pericials, i actuaven com a testimonis en actes de donació, venda, concòrdia, entre d'altres. Ben aviat, però, adquiriren una funció més formal com a representants de la població en l’etapa inicial del règim municipal català.
A partir del segle xii, i seguint la tendència cap a una institucionalització de la prohomia, aquests es convertiren en membres d’alguns consells municipals catalans, com els de Perpinyà o Tortosa, coneguts també com a jurats o consellers. En el regne de Mallorca, la figura del prohom aparegué immediatament després de la conquesta, amb referències ja presents a la Carta de franquesa de 1230.
A més, el prohom exercia com a caporal o sobreposat d’un ofici o confraria gremial. La prohomenia estava formada pels mestres més reputats de l’ofici, que tenien la funció d’assessorar els sobreposats i defensar els interessos de la comunitat de treballadors. També actuaven com a testimonis en casos de disputes o litigis. Igualment, existia la figura del prohom dels obrers, que acompanyava els sobreposats durant les inspeccions de les feines realitzades per aquella categoria.